# Hermann Segnitz
Hermann Segnitz  (* 6. Januar 1923 in Bremen; † 28. August 2006 in Lilienthal) war ein deutscher Kaufmann und Weinhändler in Bremen.

## Biografie
Segnitz war der Sohn und das sechste Kind des Weinkaufmanns Adolph Segnitz. Sein Großvater, der gleichnamige Kaufmann, war 1891 Präsident der Bremer Handelskammer. Er besuchte das Alte Gymnasium in Bremen sowie das Schweizer Internat Le Rosey. Er diente im Zweiten Weltkrieg und er wurde schwer verwundet. Ab 1945 machte er eine Lehre bei der Neptun-Reederei. Danach war er bei der Londoner Schiffsmaklerfirma Stelp & Leighton tätig. 1951 trat er in die väterliche Firma A. Seginitz & Co. ein. Er wurde danach Gesellschafter und 1952 Geschäftsführer des internationalen Unternehmens. Er konnte maßgeblich den Aufstieg der Firma bewirken, die er bis 1995 führte und die um 1991 von Bremen nach Dreye umzog. Die Firma importierte jährlich (1995) rund 800.000 Flaschen Wein, hauptsächlich aus Frankreich. 1995 verkaufte er die Mehrheit der Firmenanteile an die Underberg-Gruppe. Die danach gegründete Segnitz-Stiftung fördert im Bereich der Wirtschaftswissenschaften u. a. den Nachwuchs durch Prämierung von Dissertationen.

Segnitz war verheiratet und kinderlos.
Segnitz war Vorsitzender des Bundes Freiheit der Wissenschaft, Sektion Bremen. Er war gegen die Politisierung der Universitäten und des allgemeinen Wissenschaftsbetriebes. Er war Mitglied im Club zu Bremen, in der Deutschen Vereinigung zur Förderung der internationalen Konfliktforschung und im Verband der Weingroßhändler und Spirituosenhersteller, zeitweise als Vorsitzender.
Ehrungen: 1988: Erstes ausländisches Ehrenmitglied der der Académie du Vin de Bordeaux.